# 朝鲜和平博物馆
朝鲜和平博物馆（英語：North Korea Peace Museum）是一个位于朝鲜民主主义人民共和国黄海北道板门店的和平主题博物馆。

## 历史
1953年7月27日建成开放，位于朝韩非军事区北侧，距离共同警备区域仅1.2公里，仍保留1950年代中期的建筑风格，馆藏包括一把板门店事件的斧头。

## 画廊

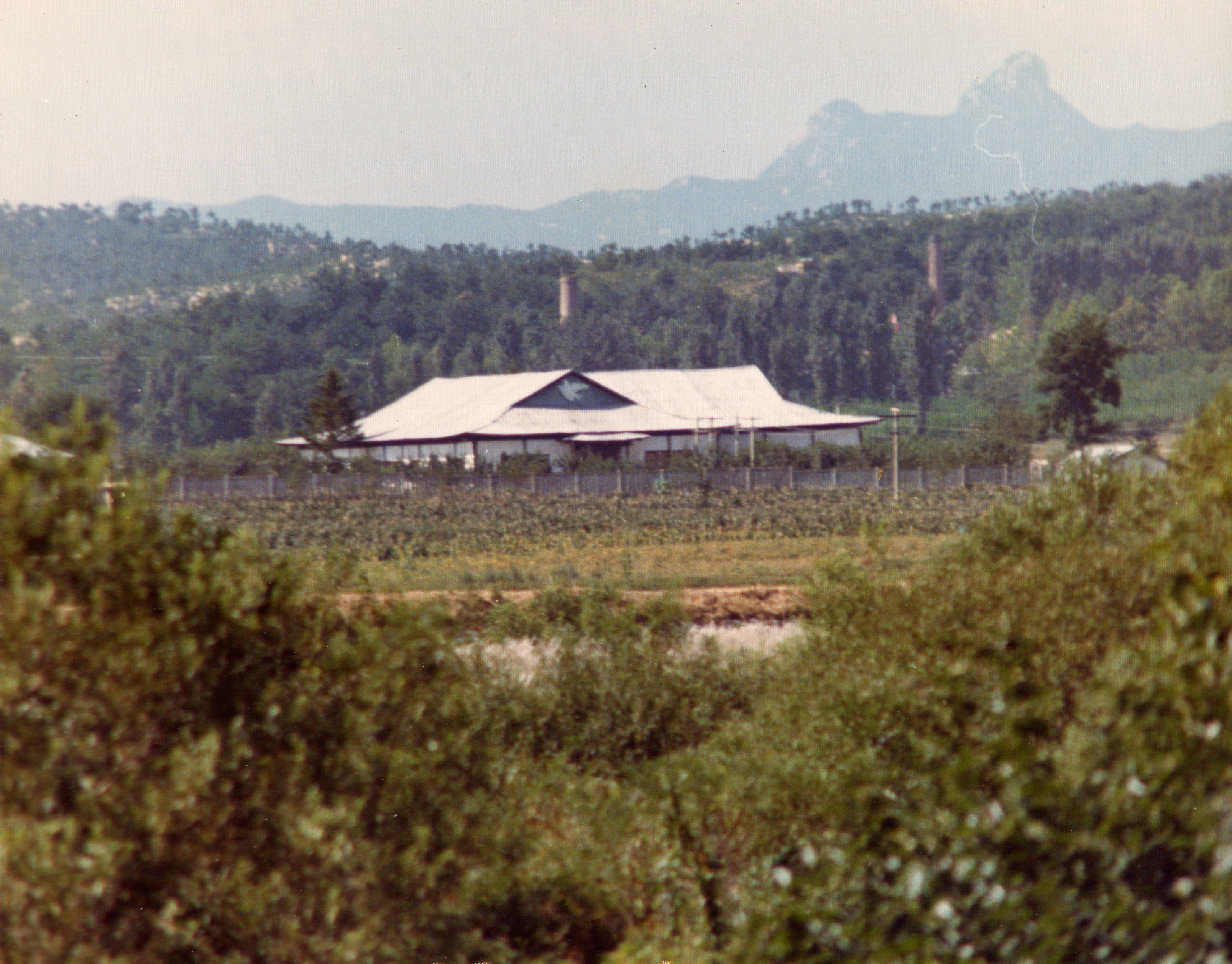
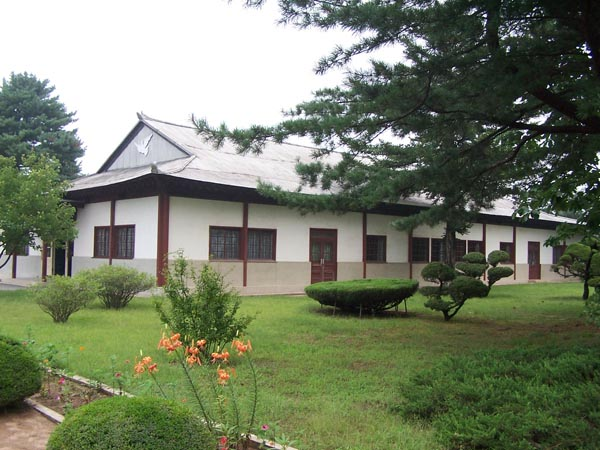